# Alexander Calder
Alexander Calder (Lawnton, 22 luglio 1898 – New York, 11 novembre 1976) è stato uno scultore statunitense.

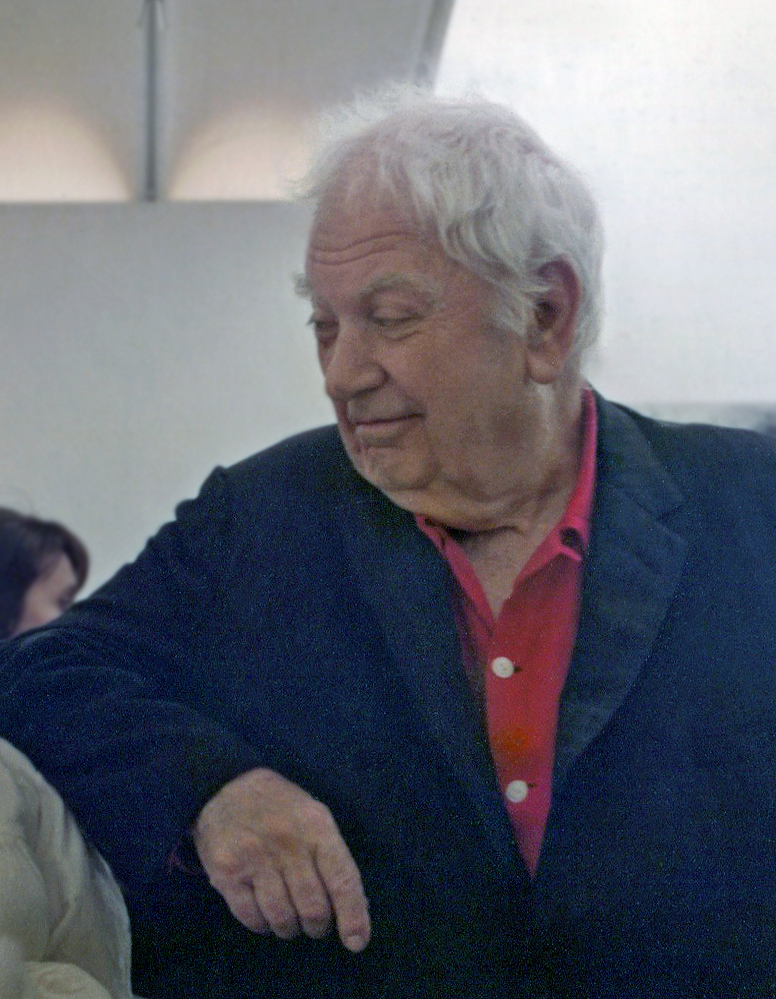
Alexander Calder 1968.

È famoso per l'invenzione di grandi sculture di arte cinetica chiamate mobile. Oltre alle opere di scultura, mobile e stabile, Alexander Calder si dedicò anche alla pittura, alle litografie e alla progettazione di giocattoli, arazzi, tappeti e gioielli.

## Biografia

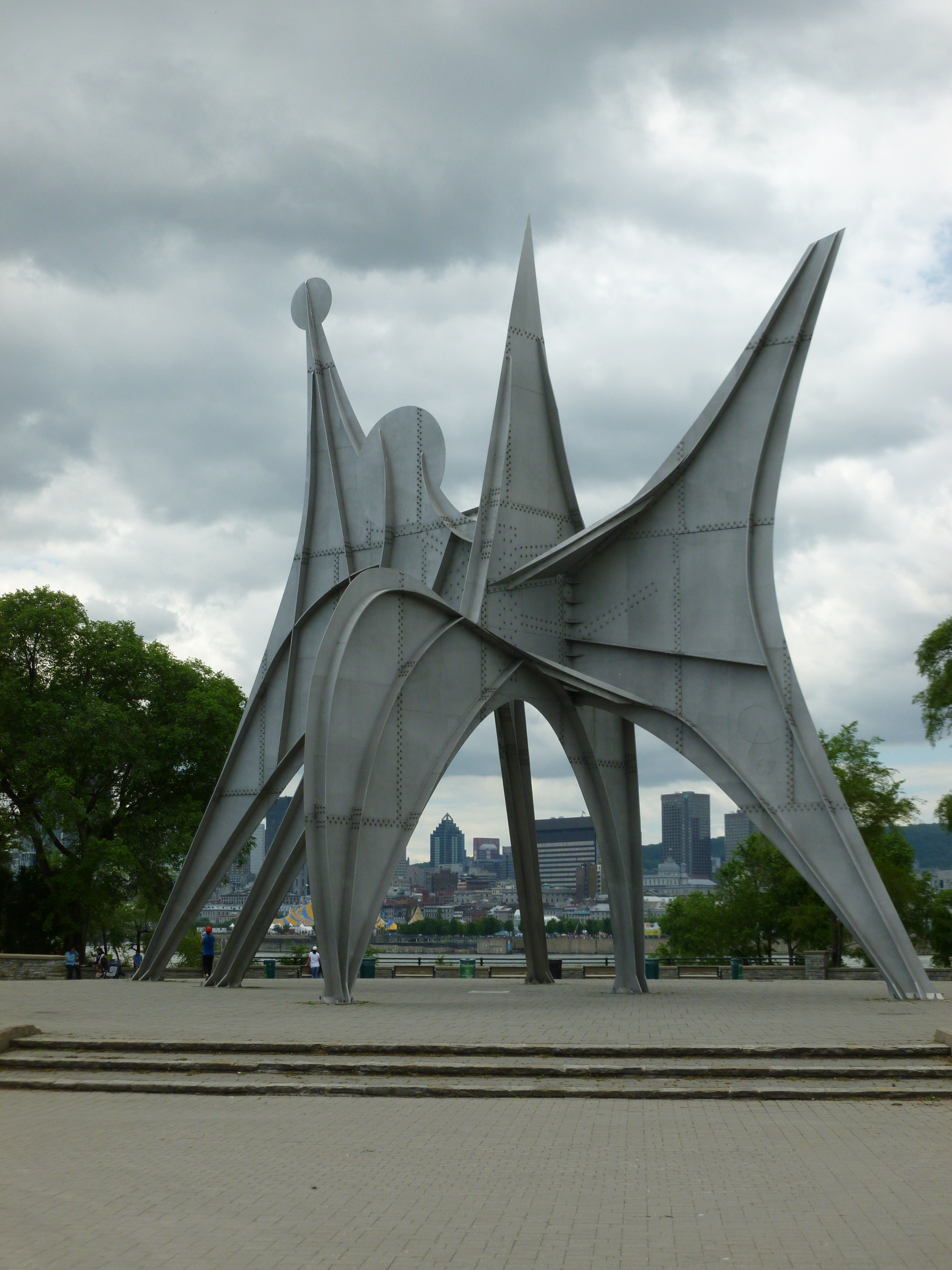
Man, opera "stabile" di Alexander Calder; Terre des Hommes (Zona fieristica Expo 67), Île Sainte-Hélène, Montréal

Calder proveniva da una famiglia di artisti. Il nonno, lo scultore Alexander Milne Calder, nacque in Scozia ed emigrò a Filadelfia nel 1868. È l'autore della colossale statua di William Penn in cima alla torre di Philadelphia City Hall. Il padre, Alexander Stirling Calder, è stato anch'esso uno scultore noto, ha prodotto molti monumenti pubblici, per lo più a Filadelfia. La madre, Nanette Lederer Calder, era una ritrattista professionista che aveva studiato presso l'Académie Julian e alla Sorbona a Parigi dal 1888 al 1893 circa. Essa si spostò in seguito a Filadelfia per frequentare la Pennsylvania Academy of the Fine Arts, dove incontrò Alexander Stirling Calder. Si sposarono il 22 febbraio 1895.
Un anno dopo, nel 1896, nasceva la sorella di Alexander Calder, Margaret “Peggy„, una delle personalità importanti nella fondazione del Berkeley Art Museum and Pacific Film Archive.
Nel 1902, all'età di quattro anni, Calder posò nudo per la scultura del padre The man Cub (il cucciolo dell'uomo), che oggi si trova al Metropolitan Museum of Art di New York. Nello stesso anno, Calder completava la sua prima scultura, un elefante d'argilla. Tre anni dopo, quando aveva sette anni e sua sorella nove, il padre contrasse la tubercolosi; i genitori di Calder si trasferirono in un ranch a Oracle in Arizona, lasciando i figli alla cura di amici di famiglia per un anno. I bambini raggiunsero i genitori in Arizona alla fine del mese di marzo del 1906 e lì rimasero fino all'autunno dello stesso anno.
Dopo l'Arizona, la famiglia si trasferì a Pasadena, California. Il seminterrato della casa di famiglia divenne il primo studio di Alexander, ed egli ricevette il suo primo set di strumenti. Usava avanzi di filo di rame che riusciva a trovare per strada e le perline delle bambole della sorella per creare gioielli. Il 1º gennaio 1907, la madre lo portò con sé al Tournament of Roses dove poté osservare una corsa di carri trainati da cavalli. Questo evento divenne più tardi il modello del finale degli spettacoli dei circhi di filo di Calder.
Nel 1909, al quarto anno di scuola, Calder creò, come regalo di Natale per i propri genitori, un cane e una papera da un foglio di ottone. Queste sculture erano tridimensionali e la papera era cinetica, poiché dondolava se sfiorata. Queste opere sono frequentemente citate come esempi dell'abilità precoce di Calder.
Nel 1910, la guarigione di Stirling Calder, il padre, fu completa e la famiglia tornò a Filadelfia, dove Alexander frequentò per breve tempo la Germantown Academy, e successivamente a Croton-on-Hudson a New York. A Croton, durante i primi anni di scuola, Calder strinse amicizia con il pittore Everett Shinn, con il quale costruì un sistema di treni meccanici con propulsione a gravità. Calder stesso lo descrisse così:
Facevamo correre il treno su rotaie di legno tenute da chiodi; un pezzo di ferro che correva giù per la pendenza accelerava le carrozze. Illuminavamo addirittura alcune vetture con luci di candela.
Dopo Croton, i Calder si trasferirono a Spuyten Duyvil per essere più vicini al Tenth Street Studio Building di New York, dove Stirling Calder aveva affittato uno studio. Durante la permanenza a Duyvil, Calder frequentò la Yonkers High School. Nel 1912, Stirling Calder venne eletto alla carica di direttore del Dipartimento di Scultura della Panama Pacific International Exposition a San Francisco. Iniziò a lavorare sulle sculture per l'esposizione che si tenne nel 1915.
Durante gli anni di scuola superiore di Alexander, tra il 1912 e il 1915, la famiglia fece la spola tra New York e la California. In ogni nuova abitazione, comunque, i genitori destinarono la cantina come atelier per il figlio. Alla fine di questo periodo, Calder, quando i suoi genitori tornarono a New York, rimase con i propri amici in California, così da potersi diplomare alla Lowell High School di San Francisco. Si diplomò nel 1915.
Sebbene i genitori avessero incoraggiato la sua creatività quando era bambino, essi non desideravano che i propri figli divenissero artisti, sapendo che li avrebbe attesi una carriera incerta e finanziariamente difficoltosa. Così, nel 1915, Calder decise di studiare ingegneria meccanica dopo aver saputo della disciplina da un compagno di classe della Lowell High School, tale Hyde Lewis. Stirling Calder iscrisse perciò il figlio allo Stevens Institute of Technology di Hoboken (New Jersey).

Durante il suo anno da matricola allo Stevens, Calder si unì alla squadra di football e si allenò con la squadra per tutti i quattro anni seguenti, senza mai giocare una partita. Giocò anche a lacrosse, per il quale era più portato. Era membro della confraternita Delta Tau Delta. Eccelleva in matematica. Nell'estate del 1916, Calder trascorse cinque settimane di formazione al Plattsburg Civilian Military Training Camp. Nel 1917, entrò a far parte dello Student's Army Training Corps, Sezione Navale, allo Stevens e venne nominato guida del battaglione.

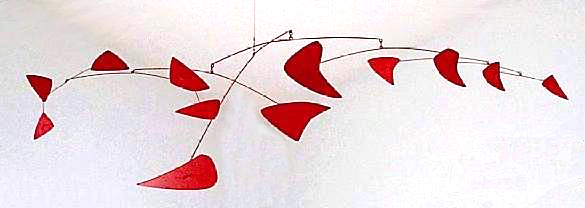
Red Mobile, 1956. Painted sheet metal and metal rods, Montreal Museum of Fine Arts.

Ho imparato a parlare lateralmente alla bocca e non sono mai stato del tutto in grado di correggermi da allora. Calder si laureò presso lo Stevens nel 1919. Per diversi anni a seguire, eseguì numerosi lavori di ingegneria, come ingegnere idraulico e come disegnatore per la New York Edison Company, senza però sentirsi soddisfatto di nessuno di questi ruoli. Nel giugno 1922, Calder iniziò a lavorare come fuochista nella sala caldaie della nave H. F. Alexander. Mentre la nave era in viaggio tra San Francisco e New York, Calder vide in prossimità delle coste del Guatemala il sole sorgere e contemporaneamente la luna tramontare su opposti orizzonti. Così ne parlò nella propria autobiografia:
Era mattino presto e il mare era calmo al largo del Guatemala, quando sopra il mio giaciglio - una corda arrotolata - vidi l'inizio di una fiammeggiante alba da una parte e la luna che pareva una moneta d'argento dall'altra.
Quando la H.F. Alexander attraccò a San Francisco, Calder viaggiò fino ad Aberdeen, Washington, dove la sorella viveva con il marito, Kenneth Hayes. Calder trovò impiego come addetto al controllo delle ore di lavoro in una segheria. Lo scenario montuoso lo ispirò a scrivere a casa per richiedere colori e pennelli. Poco dopo decise di tornare a New York per intraprendere la carriera di artista.

## Carriera artistica
Alla decisione di diventare un artista, seguì il viaggio di Calder verso New York per iscriversi alla scuola d'arte Art Students League di New York. Da studente, collaborò con la National Police Gazette dove, nel 1925, uno dei suoi compiti fu di disegnare il Ringling Brothers and Barnum and Bailey Circus. Calder venne affascinato dal circo, un tema che sarebbe riapparso nei suoi lavori successivi.

### IlCirco Calder- LeMobiles
Nel 1926, Calder si trasferì a Parigi dove affittò uno studio al 22 di rue Daguerre nel quartiere di Montparnasse. Su suggerimento di un mercante di giocattoli serbo, cominciò a produrre giocattoli articolati. Non trovò mai più il commerciante di giocattoli, ma, su pressione dell'amico scultore José de Creeft, presentò i suoi giocattoli al Salon des Humoristes. Successivamente, Calder cominciò a creare il suo Circo Calder, un circo in miniatura costruito con filo metallico, spago, gomma, stracci ed altri oggetti di recupero. Progettato per essere contenuto in valigie (alla fine crebbe tanto da riempirne cinque), permise a Calder di viaggiare e tenere spettacoli su entrambi i lati dell'Atlantico. Calder elaborava spettacoli improvvisati, ricreando i numeri di un circo reale. Presto il suo Circo Calder (normalmente visibile presso il Whitney Museum of American Art, divenne popolare con l'Avanguardia parigina. Certi mesi Calder faceva pagare un biglietto di ingresso per poter pagare l'affitto.
Nel 1927 Calder tornò negli Stati Uniti. Progettò parecchi giocattoli cinetici di legno per bambini, che venivano prodotti in serie dalla Gould Manufacturing Company, a Oshkosh, nel Wisconsin. Gli originali, come le repliche in serie, sono visibili nel Berkshire Museum a Pittsfield, Massachusetts. Nel 1928 tiene la sua prima mostra personale in una galleria commerciale, presso la Galleria Weyhe a New York. Nel 1934, ha avuto la sua prima mostra personale in un museo degli Stati Uniti presso la The Renaissance Society della Università di Chicago.
Nel 1929 la sua prima mostra personale di scultura di filo a Parigi presso la Galerie Billiet. Il pittore Jules Pascin, un amico di Calder dai tempi dei caffè di Montparnasse, ne ha scritto la presentazione. Nel giugno del 1929, mentre viaggiava da Parigi a New York, Calder incontrò la futura moglie, Louisa James, pronipote dello scrittore Henry James e del filosofo William James. Si sono sposati nel 1931. Mentre era a Parigi, Calder incontrò e divenne amico di molti artisti dell'Avanguardia, incluso Joan Miró, Jean Arp, e Marcel Duchamp. Una visita del 1930 allo studio di Piet Mondrian lo "shockò" e lo convinse ad abbracciare la bandiera dell'astrattismo.
Il Circo Calder può essere visto come l'inizio dell'interesse di Calder sia per la sculture di filo di ferro che per l'arte cinetica. Mantenne un'attenzione costante per il rispetto dell'equilibrio del bilanciere delle sue sculture e le utilizzò per sviluppare le sculture cinetiche che Marcel Duchamp avrebbe nominato in modo definitivo "mobiles", un gioco di parole francese che significa sia "mobile" che "movente". Calder progettò alcuni personaggi del suo circo sospesi ad un filo. I numerosi esperimenti per sviluppare la scultura astratta, dopo la sua visita fatta a Mondrian, lo portarono alle sue prime vere sculture cinetiche, azionate per mezzo di manovelle e pulegge.
Entro la fine del 1931 era arrivato rapidamente alle più delicate sculture che derivavano il loro moto dalle correnti d'aria negli ambienti. Così sono nati i veri mobiles di Calder.

### LeStabiles
Nello stesso periodo, Calder stava anche sperimentando sculture astratte autoportanti, soprannominate stabiles da Arp per differenziarle dai mobiles. Calder e Louisa tornarono in America nel 1933 per stabilirsi in una fattoria che acquistarono a Roxbury, nel Connecticut, dove misero su famiglia (la prima figlia, Sandra, nacque nel 1935, e la seconda, Mary, nel 1939). Calder continuò a dare spettacoli col suo Circo Calder; lavorò anche con Martha Graham, disegnando la scenografia per i suoi balletti e creò una macchina scenografica in movimento per il Socrate di Eric Satie nel 1936.
La sua prima commissione pubblica è stata un paio di mobiles progettati per il teatro aperto nel 1937 nel Museo Berkshire a Pittsfield (Massachusetts)
Durante la seconda guerra mondiale, Calder tentò di arruolarsi nel corpo dei marines ma la sua domanda fu respinta. Proseguì perciò nell'attività artistica: in questo periodo, per la penuria di metallo difficile a reperirsi in tempo di guerra, dovette utilizzare il legno e realizzò nuove originali sculture, definite da James Johnson Sweeney e Marcel Duchamp costellazioni: opere costituite da elementi di legno uniti e tenuti insieme da filo di ferro, che presentavano suggestive affinità formali con la struttura del cosmo. Nella primavera del 1943 Calder espose questi lavori in una personale alla Pierre Matisse Gallery, ultima sua mostra in quella sede, l'artista cessò infatti di lì a poco la sua collaborazione con Matisse e scelse la Buchholz Gallery di Curt Valentin per farsi rappresentare a New York.
La carriera di Calder in questi decenni, anni '40 e '50, fu costellata di eventi, a partire dalla prima retrospettiva alla George Walter Vincent Smith Gallery di Springfield, Massachusetts, nel 1938. Nel 1943 il Museum of Modern Art di New York ospitò una sua retrospettiva che ebbe grande rilevanza, curata da James Johnson Sweeney e Marcel Duchamp. Espose inoltre al Museo d'arte di San Paolo del Brasile, nel 1949, e alla Biennale di Venezia dove vinse il Primo Premio per la Scultura nel 1952.
Calder fu inoltre uno dei 250 scultori della 3rd Sculpture International presso il Philadelphia Museum of Art nell'estate del 1949. La sua scultura International Mobile è stata il fulcro della mostra e si trova tuttora (2007) dove fu originariamente posta.

### Le sculture monumentali
Negli anni '50, Calder concentrò sempre più i suoi sforzi nel produrre sculture monumentali. Mirabili esempi sono .125 per JFK Airport nel 1957; La Spirale per l'UNESCO a Parigi nel 1958 e Trois disques per l'Expo 1967 di Montreal. La scultura più grande di Calder, alta 20.5 metri, fu El Sol Rojo, costruita per i Giochi olimpici di Città del Messico.
Teodelapio fu la prima installazione monumentale di Alexander Calder, realizzata e donata alla città di Spoleto in occasione del Festival dei Due Mondi del 1962; l'esposizione open air, Sculture in città, ideata da Giovanni Carandente comprendeva 104 sculture di 53 artisti contemporanei. La scultura è in acciaio verniciato di nero trae il nome da un re longobardo. È antistante la stazione di Spoleto ed è divenuta a tutti gli effetti uno dei simboli della città. Alta 18 metri, l'opera viene considerata la prima scultura monumentale stabile del mondo.
Di fatto, le altre famose e grandiose sculture dello stesso autore (presente con le sue opere in città come Montréal, Chicago e Città del Messico) sono tutte successive. Il fatto che la scultura poggi direttamente sull'asfalto della piazza e che funga quasi da rotatoria atipica per i veicoli in partenza o diretti alla stazione ferroviaria, non è casuale: l'autore dell'opera, da sempre attratto ed affascinato dalla dinamicità, immaginò il Teodelapio immerso e attraversato proprio dalla caoticità del traffico cittadino; in quest'ottica, tutta la piazza e tutti i veicoli che vi transitano, partecipano alla dinamicità della scultura. Resta l'unica scultura monumentale dell'artista presente in Italia. Altre sue opere sono conservate al Museo Carandente, Palazzo Collicola - Arti visive della stessa città umbra.

Nel 1964-65 il Solomon R. Guggenheim Museum di New York allestisce una vasta retrospettiva. Nel 1966, Calder pubblica la sua Autobiografia con Immagini con l'aiuto di suo genero, Jean Davidson. Fra le opere di grandi dimensioni si inserisce La grande vitesse, prima opera d'arte destinata a una collocazione pubblica finanziata dal NEA, Fondo nazionale per le arti (National Endowment for the Arts), per la città di Grand Rapids nel Michigan (1969); Successivamente Calder creò una scultura chiamata WTC Stabile (nota anche come The Cockeyed Propeller e Three Wings), installata nel 1971 all'entrata della torre nord del World Trade Center. Quando il quartiere di Battery City Park è stato inaugurato, la scultura è stata spostata a Vesey and Church Streets. Si trovava di fronte al 7 World Trade Center quando fu distrutto l'11 settembre 2001.

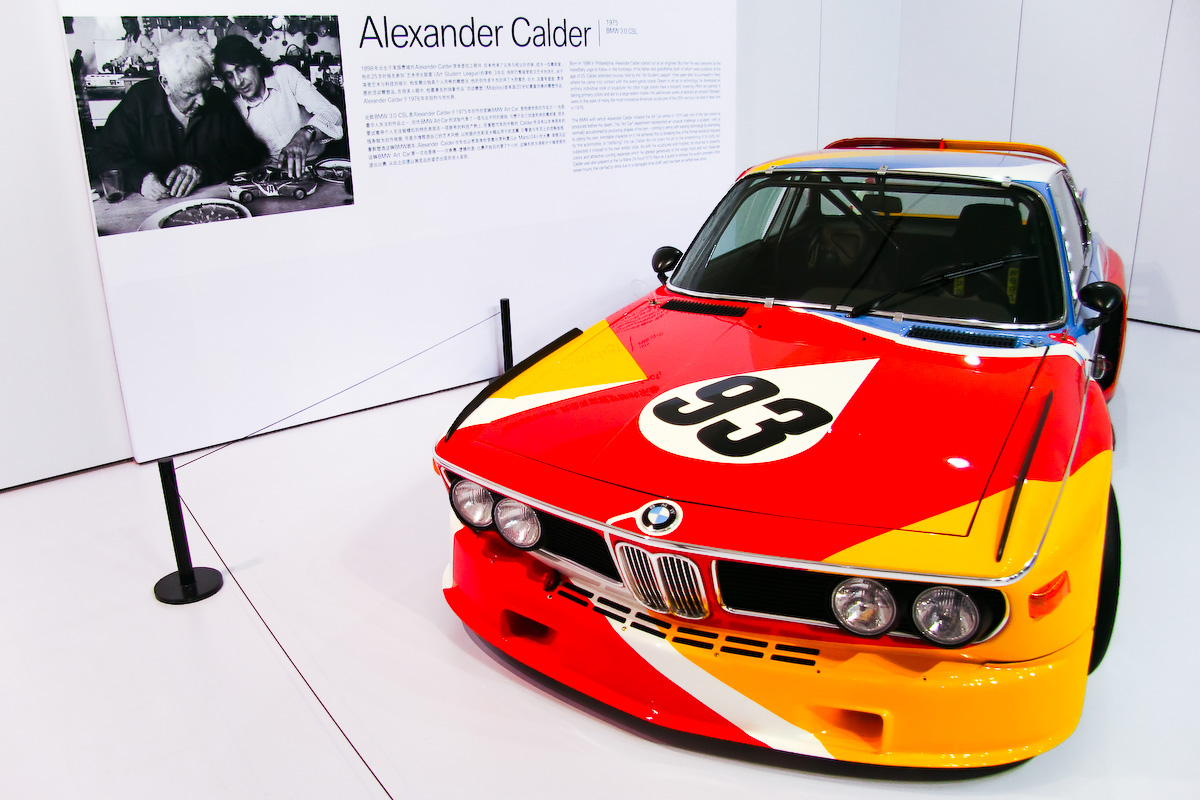
BMW 3.0 CSL di Calder del 1975 realizzata per il progetto BMW Art Car

Nel 1973 Calder è stato incaricato dalla Braniff International Airways di dipingere un DC-8-62 a grandezza naturale come una "flying canvas". Nel 1975, completò un secondo aereo, questa volta un Boeing 727-227, come tributo al Bicentenario degli Stati Uniti. Calder muore nell'11 novembre 1976, poco dopo l'apertura di un'altra importante retrospettiva al Whitney Museum a New York. Stava lavorando ad un terzo aereo intitolato Tributo al Messico.
Due mesi dopo la sua morte, gli è stata assegnata la Medaglia presidenziale della libertà, il massimo onore civile degli Stati Uniti, che egli stesso aveva modestamente rifiutato qualche anno prima perché non rispecchiava i suoi valori culturali, dal Presidente Gerald Ford. Durante la cerimonia di consegna, il 10 gennaio 1977, i familiari furono sollecitati a fare "una dichiarazione a favore dell'amnistia per i ribelli della Guerra del Vietnam".
Nel 1987 la famiglia costituisce La Fondazione Calder con l'obiettivo di tutelare le opere, di eseguire i progetti dell'artista, di collaborare alle esposizioni e alle pubblicazioni, nonché al restauro dei lavori di Calder. The U.S. copyright representative for the Calder Foundation is the Artists Rights Society. Nel 2003, quasi trent'anni dopo la sua morte, una sua opera senza nome è stata venduta per 5.2 milioni di dollari al Christie's New York.

## Alcune opere
- Cane (1909) foglio ripiegato in ottone realizzato come regalo alla propria famiglia
- Il trapezio volante (1925) olio su tela, 36 x 42 in.
- Elefante (1928 ca.) filo e legno, 11 1/2 x 5 3/4 x 29.2 in.
- Due Acrobati (1928 ca.) filo in ottone, base in legno verniciata, Honolulu Academy of Arts
- Aztec Josephine Baker (1929 ca.) filo, 53" x 10" x 9". Una rappresentazione di Joséphine Baker la ballerina esuberante da La Révue Nègre alle Folies Bergère.
- Senza titolo (1931) filo, legno e motore; una delle prime sculture cinetiche.
- Piume (1932) filo, legno e vernice; progettato per stare in piedi sopra una scrivania
- Cono d'ebene (1933) ebano, barra di metallo e filo; mobiles sospeso (il primo fu creato nel 1932).
- Forma Contro Giallo (1936) lamiera, filo, compensato, stringa e vernice; supportato per aggancio a parete.
- Flamingo (1973) grande scultura, alta 16 metri e sita a Chicago
- Arco di petali (1941) 214 centimetri
- Luna gialla (1966)
- Orecchini per Peggy Guggenheim (1938) ottone e filo d'argento Museo Guggenheim Venezia

## Alexander Calder nei musei
- Pinacoteca civica di Savona
- Museo Carandente, Palazzo Collicola - Arti visive di Spoleto
- Galleria internazionale d'arte moderna (Venezia)
- Galleria d'arte moderna di Torino
- Peggy Guggenheim Collection (Venezia)
- Museo Picasso a Málaga

## Galleria d'immagini

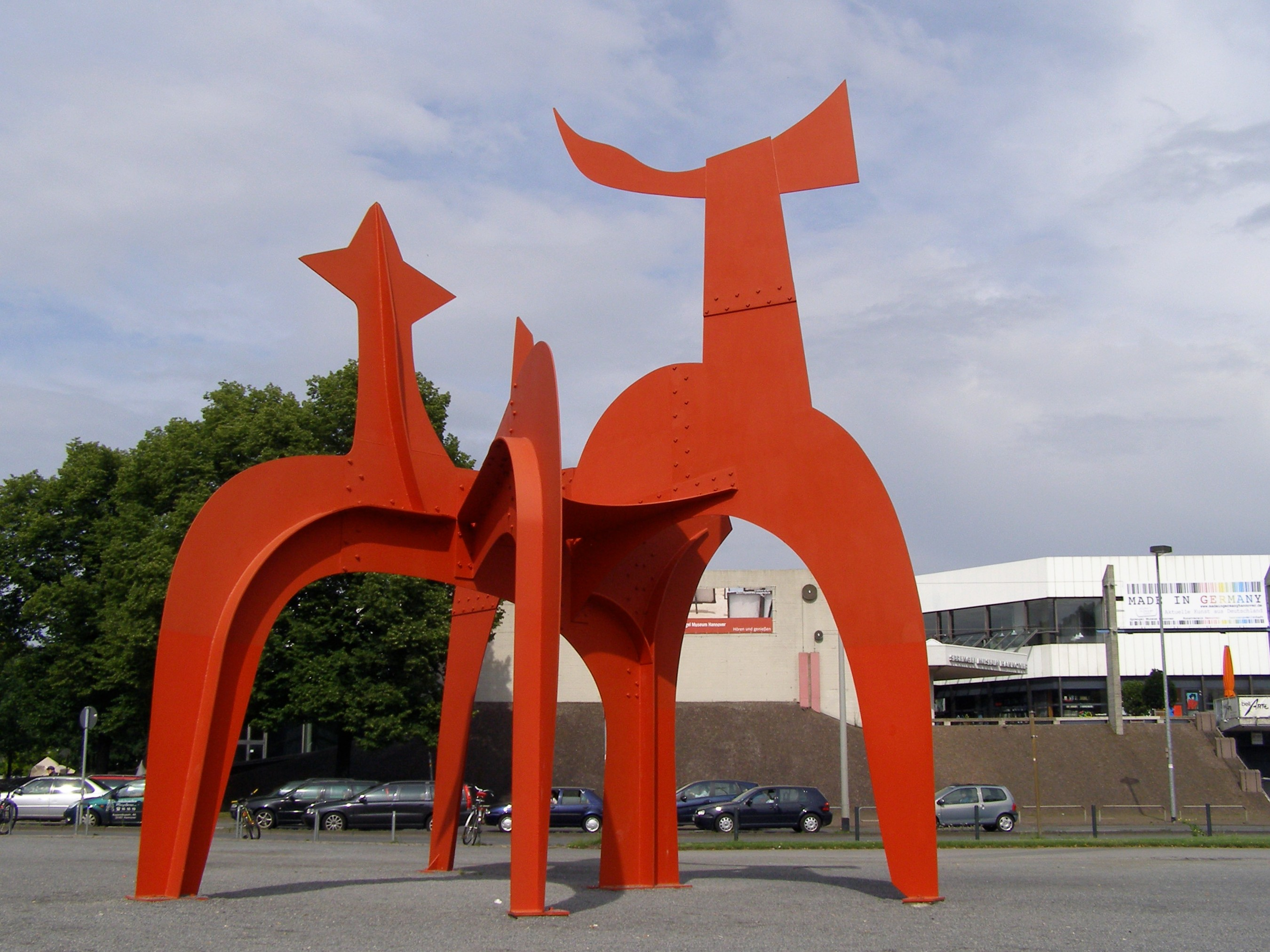
Le Halebardier (1971), Sprengel Museum, Hannover, Germania
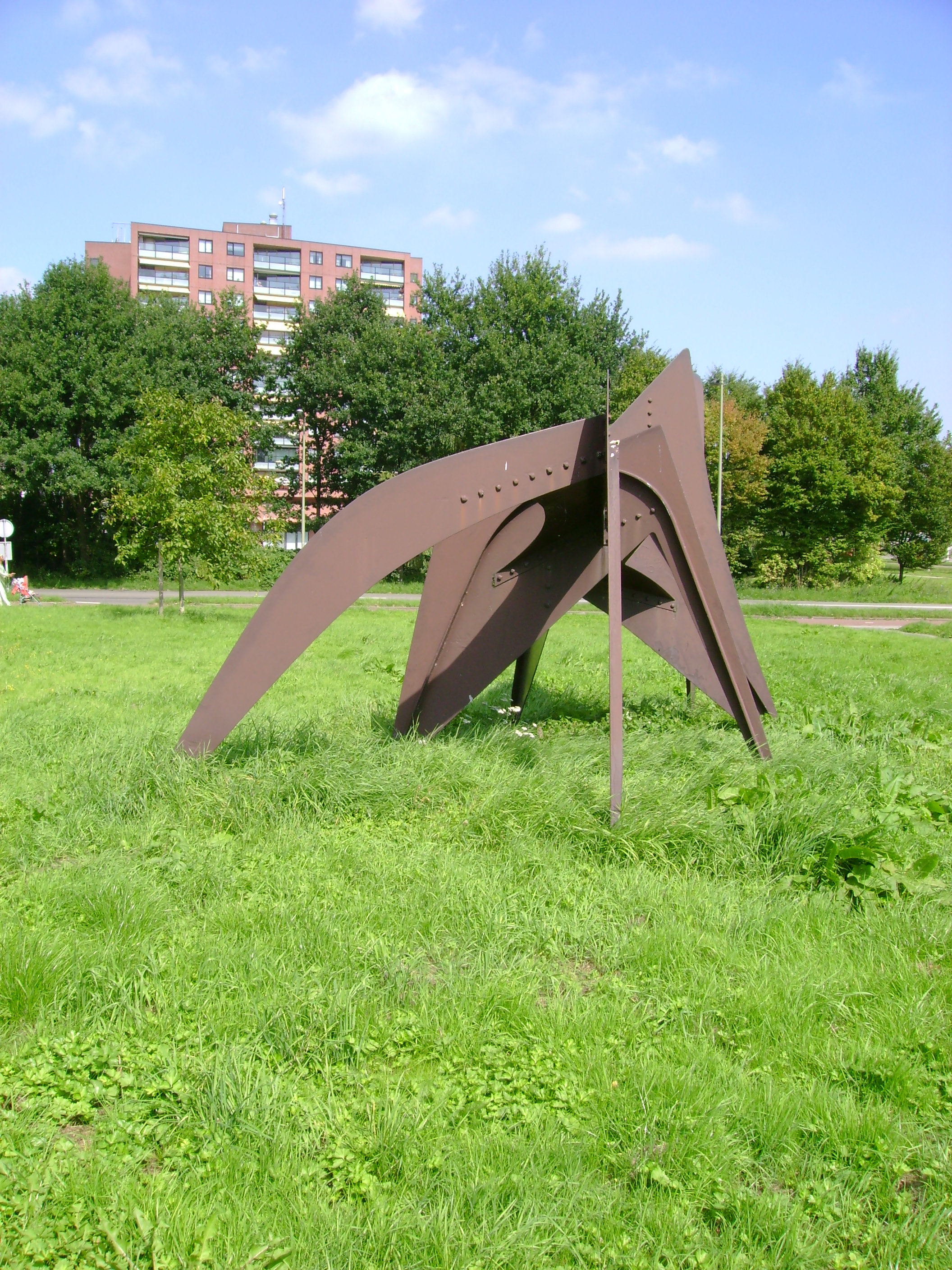
Le Tamanoir (1963), Rotterdam, Paesi Bassi
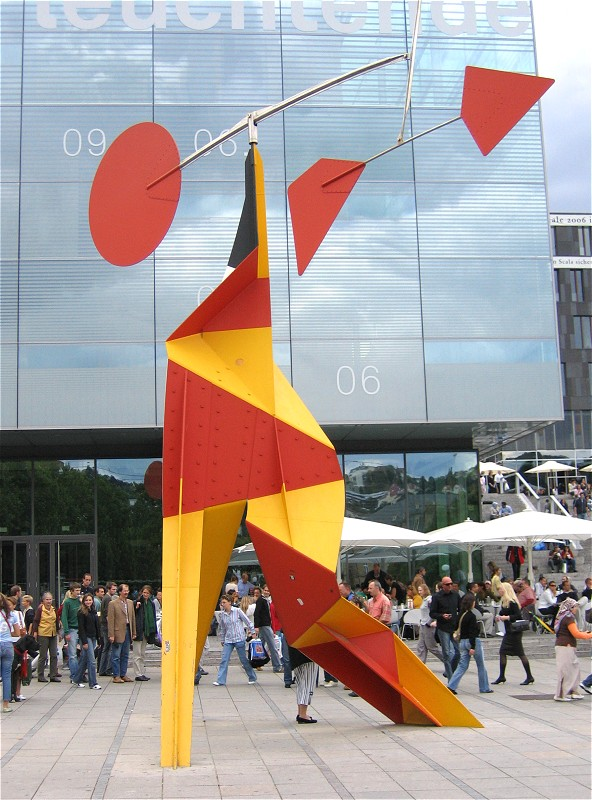
Crinkly avec disc rouge (1973), Schlossplatz a Stoccarda, Germania
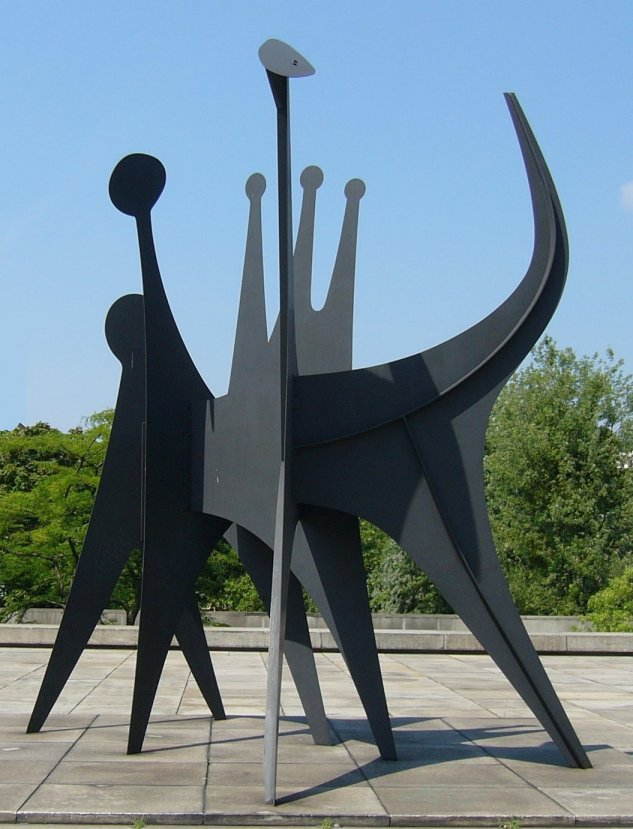
Têtes et Queue (1965), Berlino, Germania
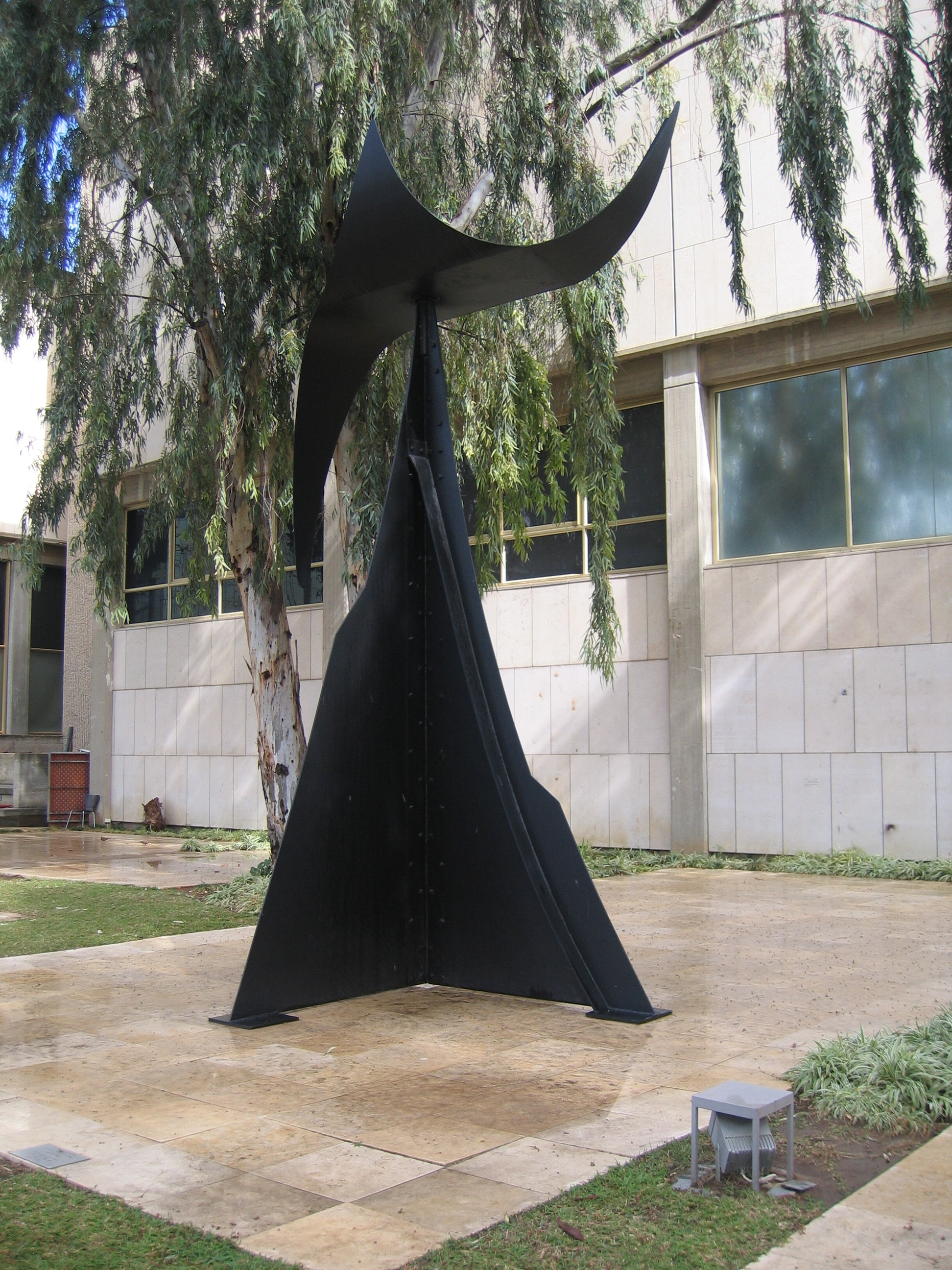
Feuille d'arbre (1974), Tel Aviv, Israele
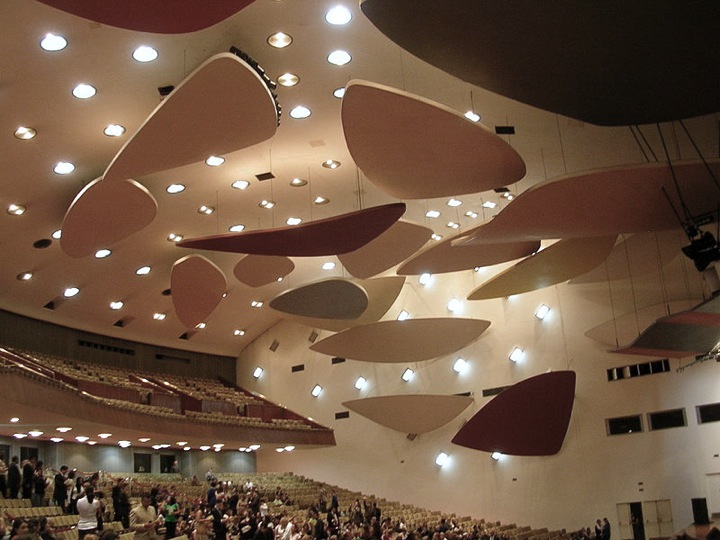
Aula Magna, Las Nubes Universidad Central de Venezuela
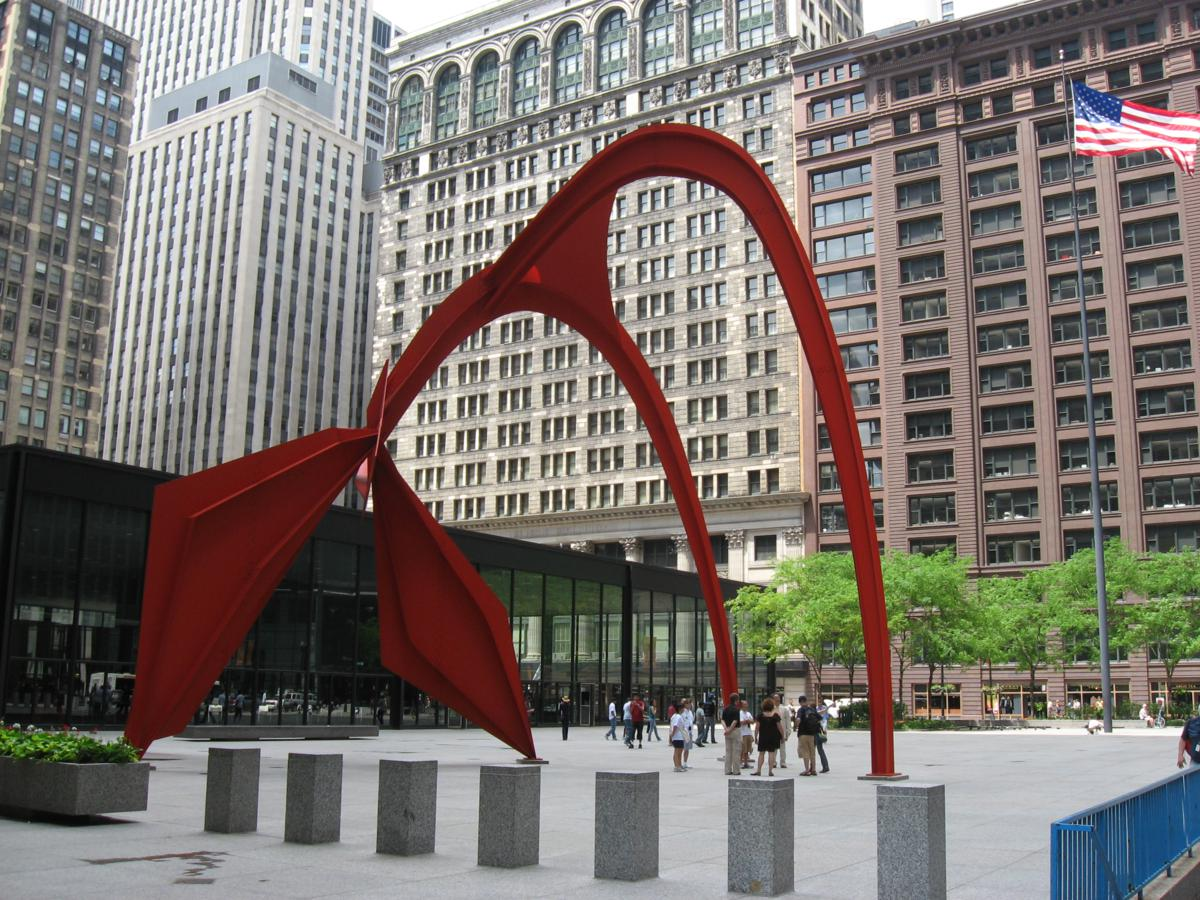
Flamingo (1973 o 1974), Chicago, Illinois negli USA